# (29098) 1981 EN16
A (29098) 1981 EN16 a Naprendszer kisbolygóövében található aszteroida. Schelte J. Bus fedezte fel 1981. március 6-án.